# Râul Rușinosu
Râul Rușinosu sau Râul Ciuciula este unul din cele două brațe care formează râul Ciban.  

## Hărți
- Harta Județul Sibiu
- Harta Munții Lotrului  Arhivat în 6 mai 2008, la Wayback Machine.
- Harta Munții Cibin  Arhivat în 30 martie 2010, la Wayback Machine.
- Harta Munții Cindrelului [nefuncțională – arhivă]